# Saint-Amans-Soult
Saint-Amans-Soult é uma comuna francesa na região administrativa da Occitânia, no departamento de Tarn. Estende-se por uma área de 24.87 km², e possui 1.539 habitantes, segundo o censo de 2018, com uma densidade de 62 hab/km².